# Escéptuco
Escéptuco (em grego: σκηπτοῦχος; romaniz.: skēptouchos; pl. σκηπτοῦχοι, skēptouchoi), é um termo conhecido de fontes gregas antigas, geralmente traduzido como aquele que carrega um cajado, bastão ou cetro. Ocorre em vários contextos já na poesia homérica, onde é um epíteto de um "rei", basileu. Nos poemas de Homero, um cetro também é carregado por sacerdotes e profetas, arautos e juízes. Sua função foi interpretada nos primeiros estudos como um atributo do orador durante as assembleias, mas, de acordo com Daniel Unruh, o cetro aparentemente servia como símbolo físico de autoridade que poderia ser usado para infligir uma punição humilhante. O termo escéptuco também aparece nas Semônides do século VII a.C..
Na Ciropédia e na Anábase, Xenofonte, no século V a.C., faz referências aos escéptucos como funcionários da corte persa, geralmente eunucos. Xenofonte menciona Artapates, um chefe leal dos escéptucos, que acompanhou Ciro, o Jovem, na Ásia Menor. Escéptucos eram responsáveis pelos suprimentos, questões organizacionais e ordem na corte persa. Nenhum termo equivalente foi identificado em elamita, persa antigo ou semita, mas a representação visual de escéptucos é preservada nas esculturas de Persépolis.
Escéptucos também aparece como uma denominação grega de príncipes locais dos citas, conforme referenciado numa inscrição de cerca de 200 a.C. de Ólbia, e na Cólquida antes da conquista de Mitrídates Eupátor, conforme relatado por Estrabão. Como sugere David Braund, o título foi provavelmente consequência da influência persa na Cólquida. Ainda mais tarde, por volta de 104 d.C., escéptuco refere-se aos bedeles do Templo de Ártemis na inscrição de fundação de Salutaris de Éfeso.